# Polypogon romaniszyni
Polypogon romaniszyni là một loài bướm đêm trong họ Noctuidae.